# Pholidoptera aptera
Pholidoptera aptera är en insektsart som först beskrevs av Fabricius 1793.  Pholidoptera aptera ingår i släktet Pholidoptera och familjen vårtbitare.

## Underarter
Arten delas in i följande underarter:
- P. a. aptera
- P. a. bohemica
- P. a. karnyi
- P. a. slovaca
- P. a. bulgarica
- P. a. gjorgjevici
- P. a. goidanichi

## Bildgalleri

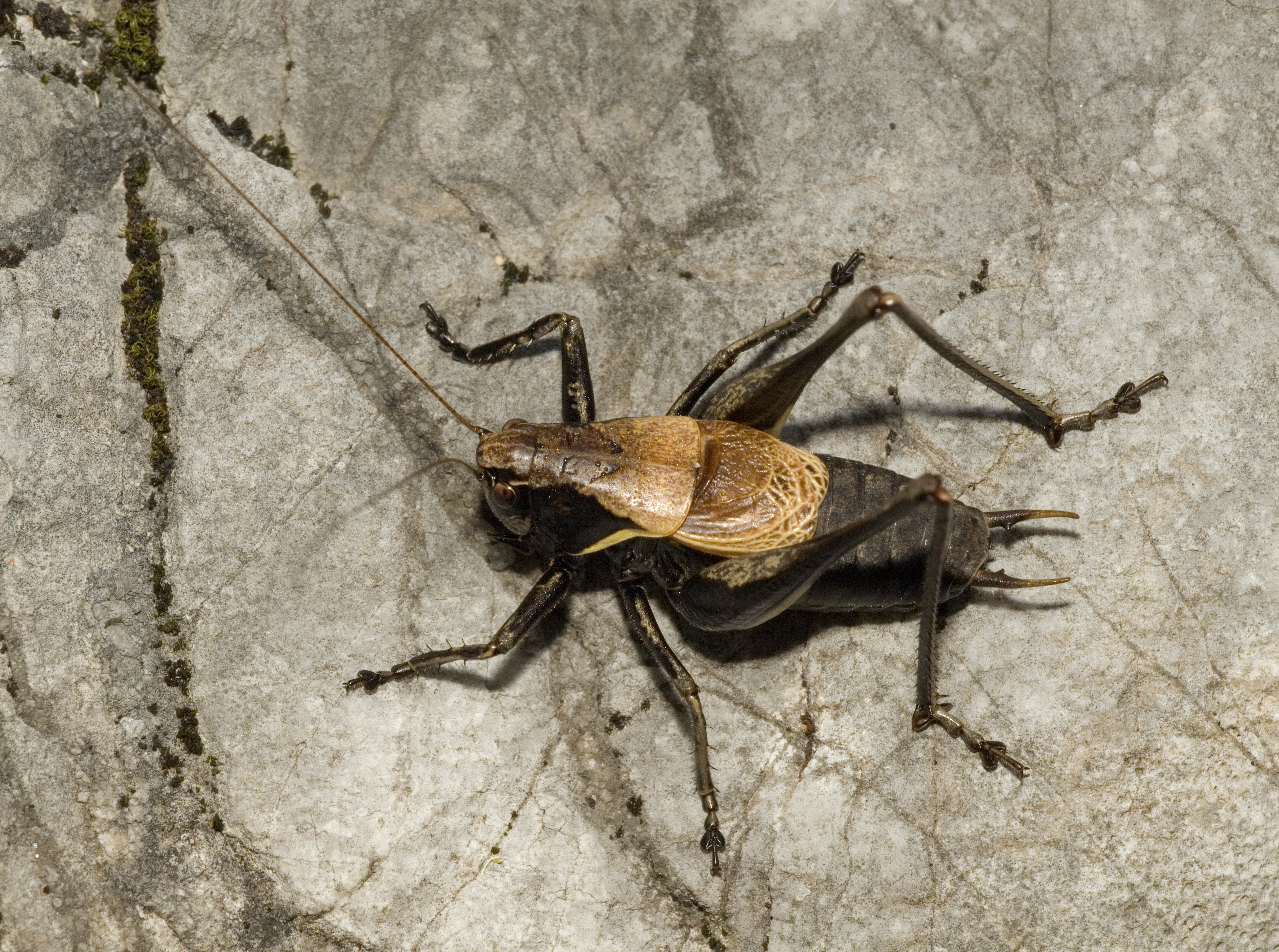
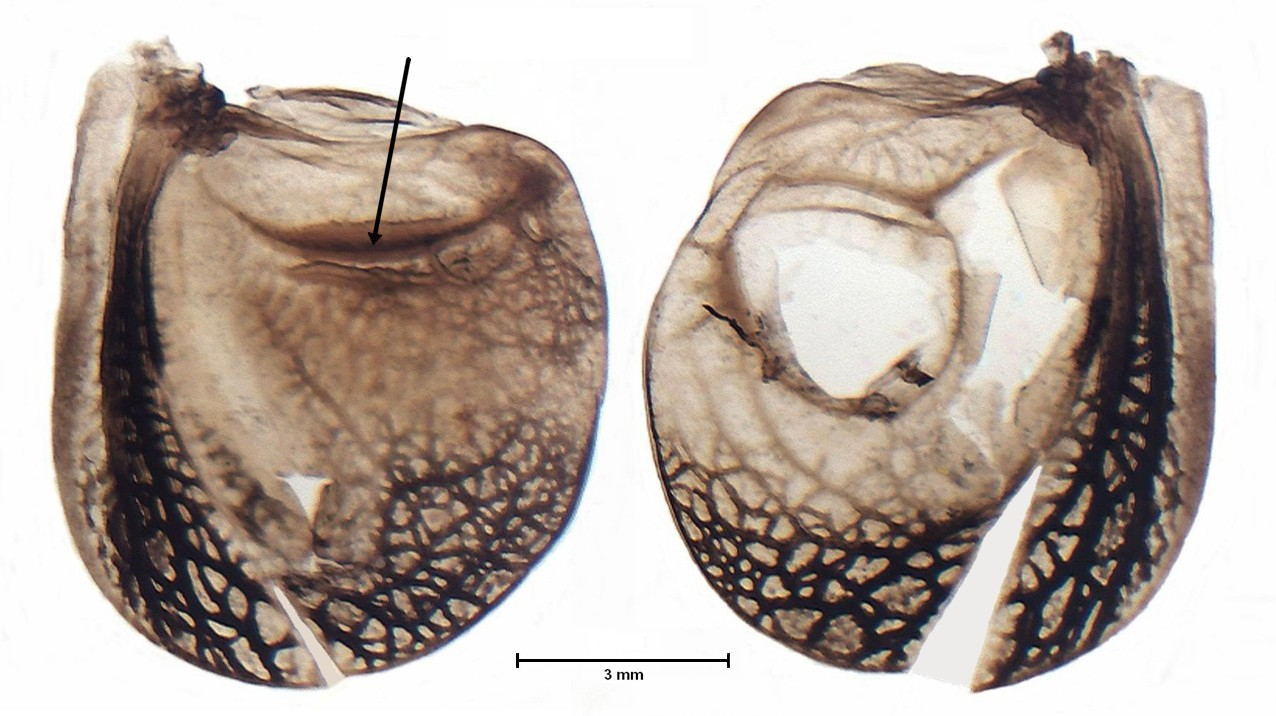
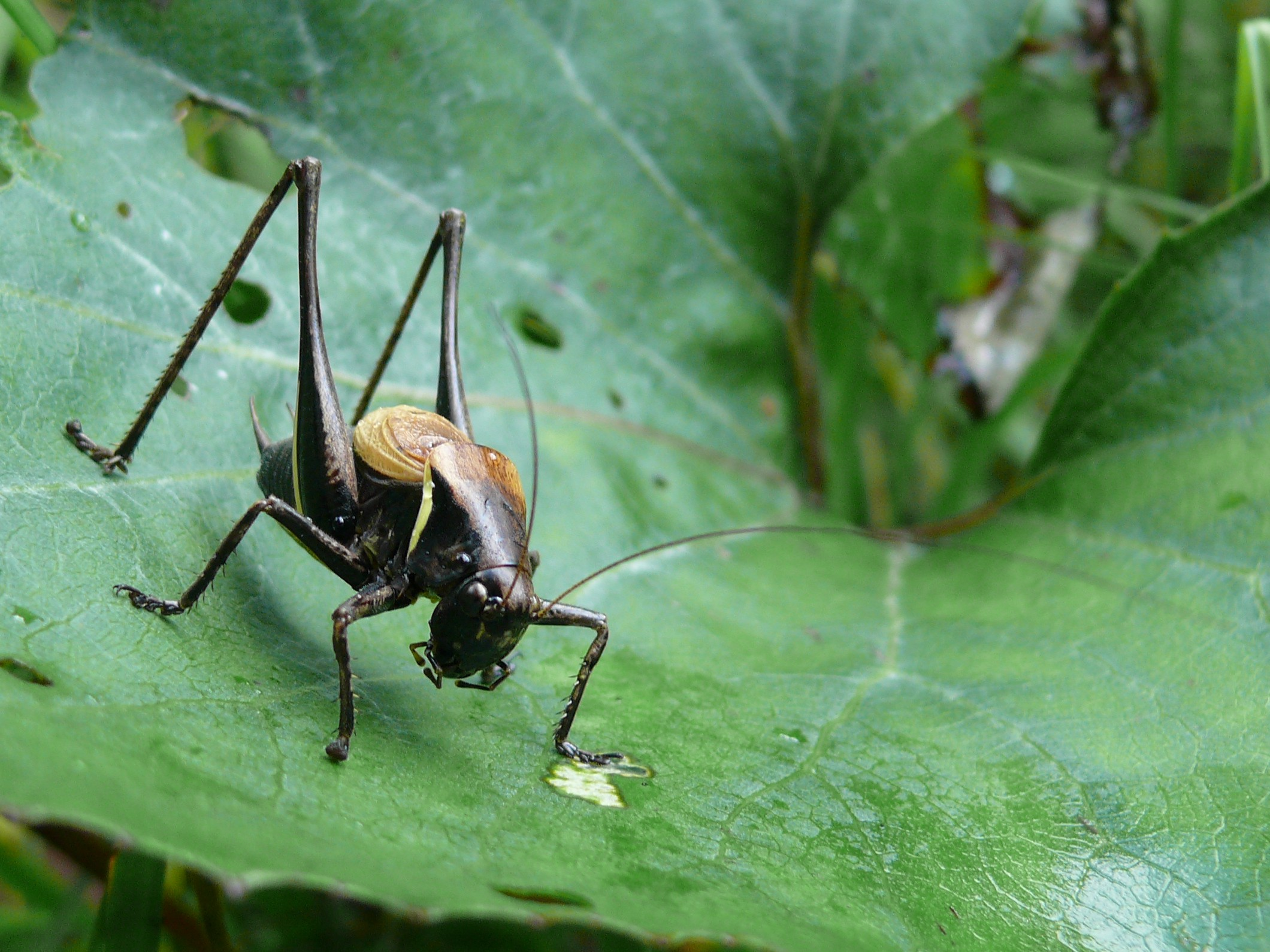
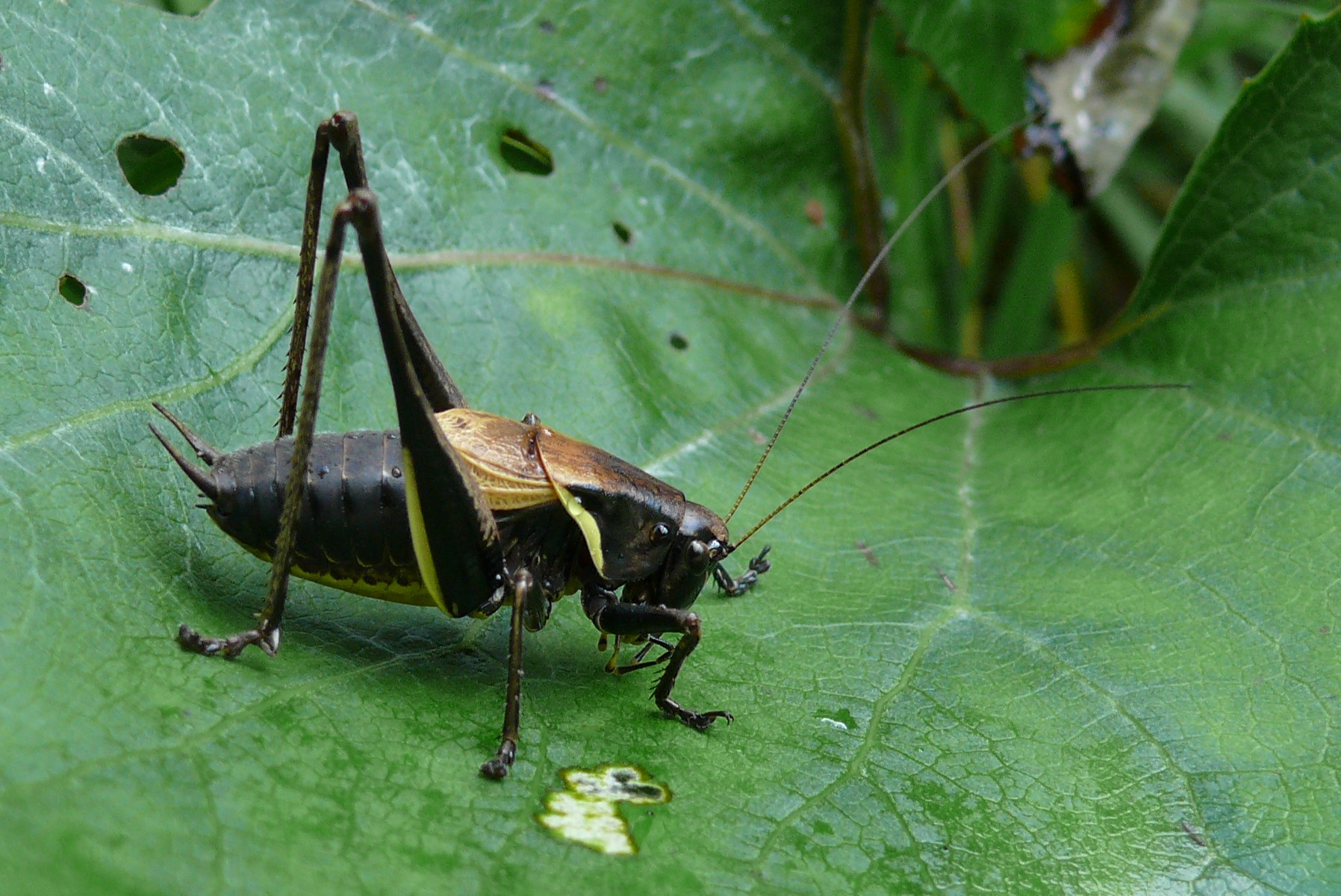
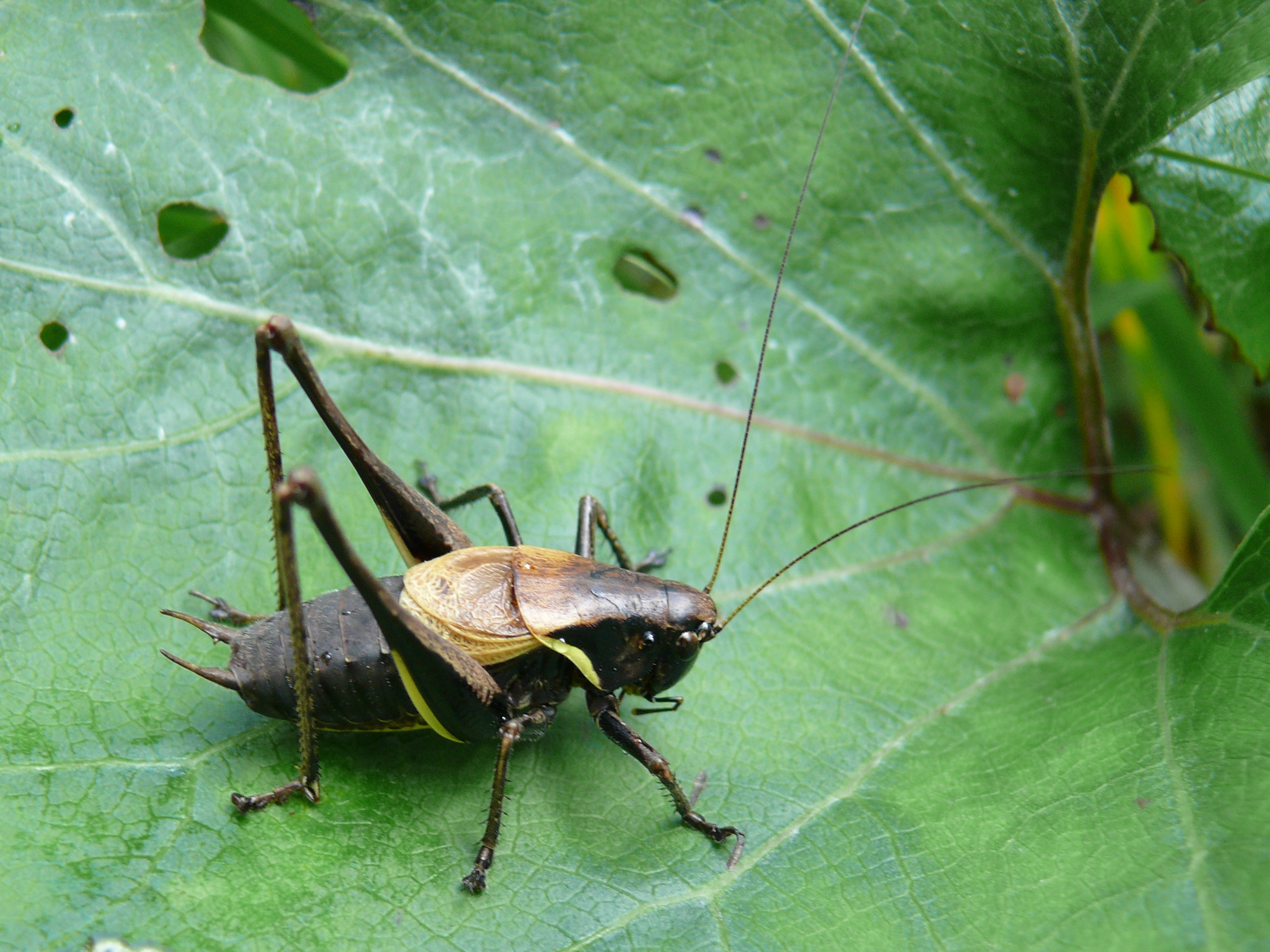
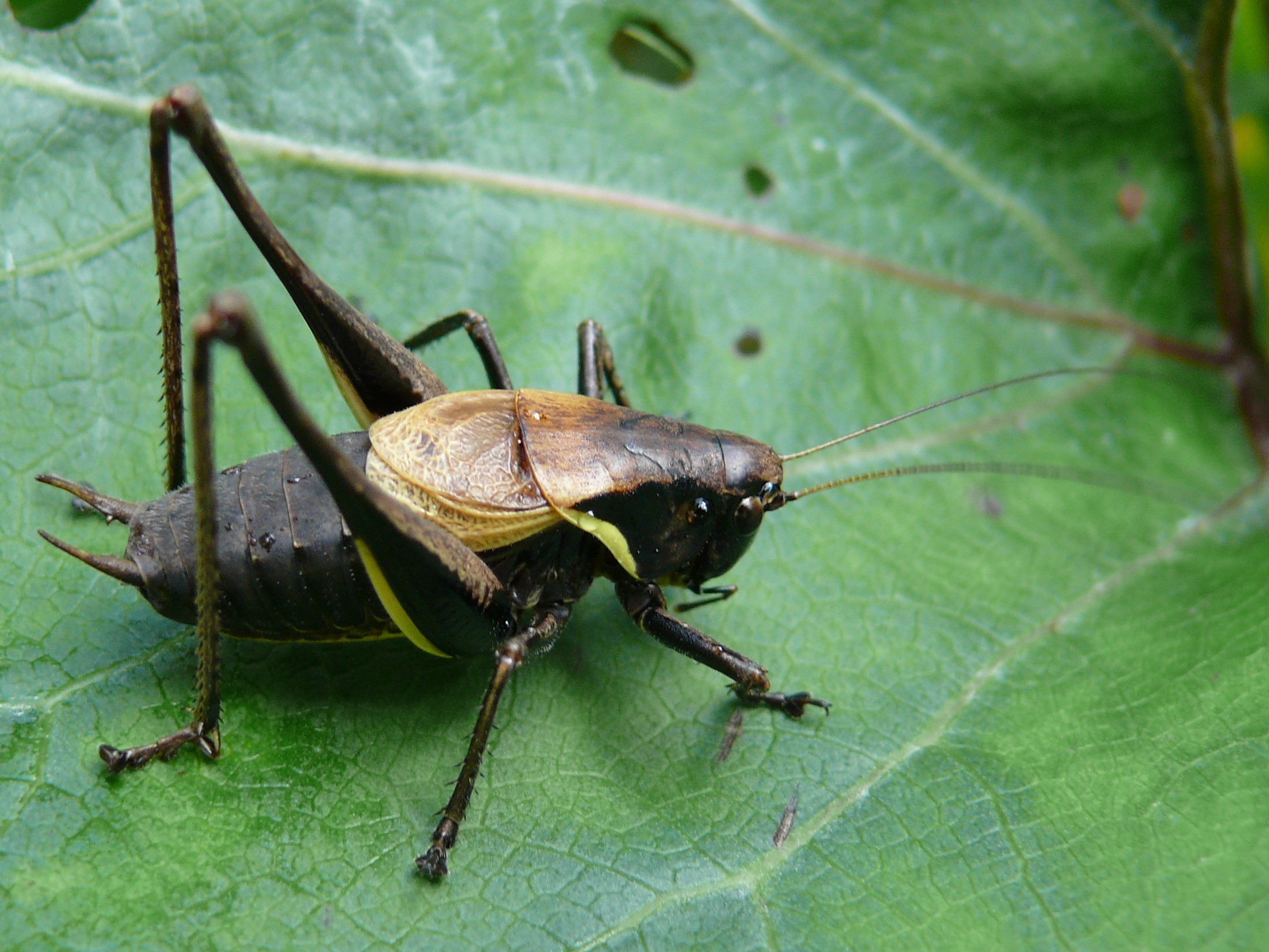